# 리처드 카라일
리처드 카라일(Richard Carlyle, 1879년 5월 21일 ~ 1942년 6월 12일)은 캐나다의 배우이다.

## 영화
- 미드나잇 클럽 (1933년)
- 발리언트 (1929년)